# Tiogo
Ne doit pas être confondu avec Tiogo-Mouhoun.
Tiogo est un village du département et la commune rurale de Ténado, situé dans la province du Sanguié et la région du Centre-Ouest au Burkina Faso.

## Géographie
Tiogo est l'une des communes en bordure de la forêt classée de Tiogo et est traversée par la route nationale 14.

## Éducation et santé
La commune accueille une école primaire et un centre de santé et protection sociale (CSPS) tandis que le centre médical avec antenne chirurgicale (CMA) se trouve à Réo et le centre hospitalier régional (CHR) à Koudougou.